# Instituto de Gestão das Participações do Estado

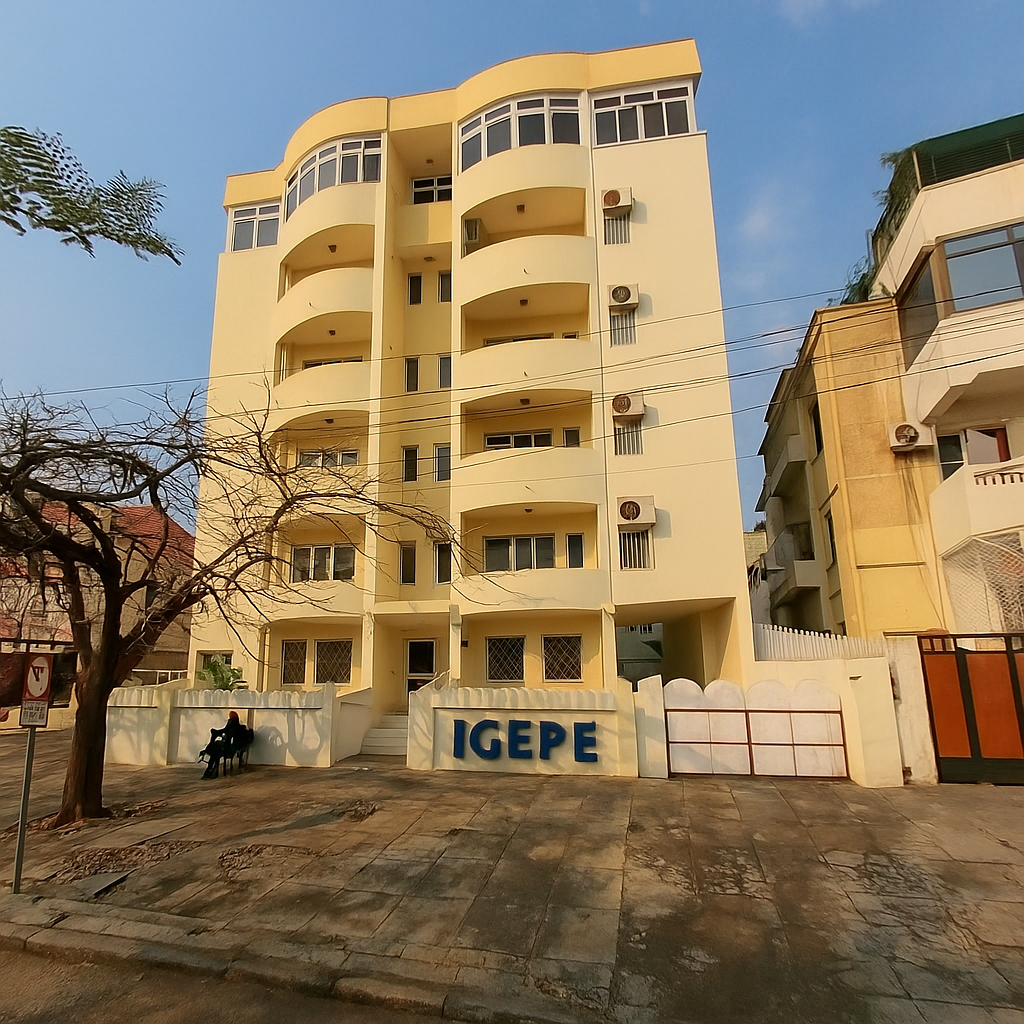
Sitz des IGEPE in Maputo

Das Instituto de Gestão das Participações do Estado (IGEPE), portugiesisch für „Institut für die Verwaltung staatlicher Beteiligungen“ ist eine staatliche Institution in Mosambik, die für die Verwaltung der finanziellen Beteiligungen des mosambikanischen Staates an Unternehmen verantwortlich ist. Es wurde im Dezember 2001 durch das Dekret Nr. 46/2001 gegründet und besitzt eigene Rechtspersönlichkeit sowie administrative und finanzielle Autonomie, wobei es dem mosambikanischen Finanzministerium untergeordnet ist. Leiterin des IGEPE ist seit Dezember 2015 Ana Isabel Senda Coanai.
Das IGEPE hat seinen Sitz in der Rua de Mukumbura 363 in Maputo.

## Hintergrund und Aufgaben
Die Gründung des IGEPE erfolgte im Dezember 2001 durch das im Boletim da República veröffentliche Dekret Nr 46/2001, im Rahmen der Umstrukturierung des staatlichen Unternehmenssektors in den 1990er Jahren. Bereits vor seiner Gründung übernahm das Gabinete de Gestão das Participações do Estado (kurz GAGEPE; in etwa Amt für die Verwaltung der staatlichen Beteiligungen) von 1997 bis 2001 übergangsweise die Verwaltung staatlicher Unternehmensbeteiligungen.
Das IGEPE verfolgt nach eigener Darstellung das Ziel, die staatlichen Beteiligungen effizient zu verwalten, gute Unternehmensführung sicherzustellen und den schrittweisen Rückzug des Staates aus wirtschaftlichen Aktivitäten zu begleiten. Zu den Aufgaben zählen unter anderem die technische Begleitung und Kontrolle der Unternehmen mit Staatsbeteiligung sowie die Förderung strategischer Investitionen in Zusammenarbeit mit dem Privatsektor.
Zu Spitzenzeiten hielt der Staat über das IGEPE Beteiligungen an bis zu 279 Unternehmen. Durch Privatisierungen und Umstrukturierungen reduzierte sich diese Zahl bis heute nach eigenen Angaben auf rund 148 Unternehmen (mit sinkender Tendenz). Die Beteiligungen des IGEPE erstrecken sich auf verschiedene Sektoren der mosambikanischen Wirtschaft, darunter Telekommunikation, Bauwesen, Energie, Luftverkehr, Nahrungsmittelproduktion, Landwirtschaft, Versicherungswesen und der Finanzsektor.

## Kritik
2017 berichteten Medien, dass in einem Bericht des mosambikanischen Verwaltungsgerichtshofs verschiedene Unregelmäßigkeiten und Missstände in Unternehmen mit staatlicher Beteiligung festgestellt worden seien. Kritiker bemängelten unter anderem die institutionelle Schwäche des IGEPE, mangelnde Unabhängigkeit von politischen Entscheidungsträgern und die häufige Besetzung von Führungspositionen mit Personen ohne die notwendige wirtschaftliche Qualifikation. Zudem würden wirtschaftliche Entscheidungen oft ohne ausreichende Planung oder tragfähige Geschäftsmodelle getroffen. Gefordert wurden umfassende Reformen und eine Stärkung der Autonomie des IGEPE, um eine vom politischen Einfluss unabhängige Verwaltung der Staatsbeteiligungen zu gewährleisten.
Im Wahlkampf für die mosambikanischen Präsidentschaftswahlen 2024 bezeichnete der Oppositionskandidat Venâncio Mondlane das IGEPE als eine der „unnützesten“ Einrichtungen des Staates, da es nur die staatliche Misswirtschaft verwalte. Er forderte eine Eingliederung in das Wirtschafts- und Finanzministerium, um Kosten zu sparen.

## Unternehmensbeteiligungen
Mit Stand Februar 2025 benante das IGEPE auf der eigenen Homepage die in der folgende Liste genannten Unternehmensbeteiligungen, wobei es unklar ist, ob die Liste vollständig ist – und bei Weitem nicht auf die nach eigenen Angaben genante Zahl von 148 Unternehmensbeteiligungen kommt.
Nach Angaben des Internationalen Währungsfonds aus dem Jahr 2022 verfügte das IGEPE über ein Portfolio von 21 Unternehmen, die für Konsolidierungszwecke berücksichtigt werden. Unter diesen befinden sich 11 Unternehmen, die sich vollständig im Besitz des Staates befinden, während der Staat bzw. das IGEPE bei 10 Unternehmen Mehrheitsaktionär sind. Der Umfang der gesamten Vermögenswerte dieser 21 staatlichen Unternehmen im Portfolio des IGEPE ist erheblich und entsprach im Jahr 2022 etwa 70 Prozent des Bruttoinlandsprodukts. Damit liegt dieser Wert deutlich über dem vergleichbarer Länder in Subsahara-Afrika.
Eine umfassendere Liste von Unternehmensbeteiligungen des IGEPE aus dem Jahr 2013 findet sich der Dissertation „O papel da corporate governance no desempenho das empresas do Estado em Moçambique“ von Maria Iolanda Macamo Wane.

### Öffentliche Unternehmen
Nach eigenen Angaben ist das IGEPE ist Eigentümer folgender Unternehmen öffentlichen Rechts (portugiesisch Empresa Pública, kurz E.P.):
- Aeroportos de Moçambique (Flughafenbetreibergesellschaft)
- Electricidade de Moçambique (Stromnetzbetreiber und -produzent)
- Empresa Moçambicana de Dragagens (Unternehmen für Instandhaltung und Bau von Wasserstraßen und maritime Ingenieurbauarbeiten)
- Empresa Nacional de Hidrocarbonetos (Öl- und Gasunternehmen)
- Empresa Nacional de Parques de Ciência e Tecnologia (Unternehmen für Konzeption, Errichtung, dem Betrieb und der Verwaltung von Wissenschafts- und Technologiezentren)
- Imprensa Nacional de Moçambique (Druckerei)
- Portos e Caminhos de Ferro de Moçambique (Eisenbahn- und Hafengesellschaft)
- Rádio Moçambique (Radiosender)
- Regadio do Baixo Limpopo (Unternehmen für Betrieb und Unterhalt des Bewässerungssystems im unteren Limpopo-Gebiet)
- Televisão de Moçambique (Fernsehsender)

### Private Unternehmen (Haupteigentümer)
Nach eigenen Angaben ist das IGEPE ist Mehrheitseigentümer folgender privatrechtlich organisierter Unternehmen (portugiesisch Sociedade Anónima, kurz S.A.):
- Banco Nacional de Investimento (nationale Investitionsbank)
- Bolsa de Valores de Moçambique (nationale Wertpapierbörse)
- Empresa Moçambicana de Seguros (EMOSE; Versicherungsunternehmen)
- Farmácias de Moçambique (FARMAC; Apothekenbetreiber)
- Hidroeléctrica de Cahora Bassa (Betreibergesellschaft der Cahora-Bassa-Talsperre)
- Linhas Aéreas de Moçambique (LAM; Fluggesellschaft)
- Moçambique Telecom (TmCel; Telekommunikationsunternehmen)
- Petromoc (Ölunternehmen)
- Silos e Terminal Graneleiro da Matola (Getreideterminal)
- Sociedade de Notícias (Zeitungsverlag)
- Sociedade Moçambicana de Medicamentos (Unternehmen der pharmazeutischen Produktion)

### Private Unternehmen (Minderheitseigentümer)
Nach eigenen Angaben ist das IGEPE ist Minderheitseigentümer folgender privatrechtlich organisierter Unternehmen (portugiesisch Sociedade Anónima, kurz S.A.):
- Carteira Móvel
- Cervejas de Moçambique
- Coca-Cola Moçambique
- Companhia Moçambicana de Hidrocarbonetos
- Millennium BIM
- Mozal
- Norsad Capital
- Teledata
- Tongaat Hulett-Açucareira de Moçambique
- Tongaat Hullet-Açucareira de Xinavane